# 안녕 드라큘라
《안녕 드라큘라》는 2020년 2월 17일부터 2020년 2월 18일까지 방송된 3개의 옴니버스로 구성된 2부작 단막 드라마이다. 2020년 JTBC 드라마페스타 작품이다.

## 줄거리
인생에서 가장 외면하고 싶은 문제와 맞닥뜨리게 된 사람들의 성장담을 담은 옴니버스 드라마

## 등장 인물

### 주요 인물
- 서현 : 안나 역
- 이지현 : 미영 역
- 이주빈 : 서연 역
- 고나희 : 유라 역
- 서은율 : 지형 역

### 주변 인물
- 오만석 : 종수 역
- 지일주 : 상우 역
- 이청아 : 소정 역
- 문지후 : 최선생 역